# Boochenahallikaval, Chikmagalur
Boochenahallikaval là một làng thuộc tehsil Chikmagalur, huyện Chikmagalur, bang Karnataka, Ấn Độ.